# День миротворця
Де́нь миротво́рця — скасоване свято України. Відзначалося 3 липня.

## Історія свята
Свято було встановлено в Україні після офіційного звернення Асоціації миротворців України до Президента України «…ураховуючи вагомий внесок українських миротворців у підтримання стабільності у різних регіонах планети…» згідно з Указом Президента України «Про День миротворця» від 15 червня 2002 р. № 555/2002 та скасовано зі встановленням Міжнародного дня миротворців згідно з Указом Президента України «Про Міжнародний день миротворців» від 30 квітня 2003 р. № 374/2003.